# Torridge (rzeka)
Torridge (ang. River Torridge) – rzeka w południowo-zachodniej Anglii, w hrabstwie Devon. Długość rzeki wynosi 77 km, a powierzchnia jej dorzecza – 721 km².
Źródła rzeki znajdują się w pobliżu wsi Meddon. W górnym biegu rzeka płynie na południowy wschód, po czym skręca na północny zachód. Przepływa przez miasta Great Torrington oraz, tuż przed ujściem, Bideford. Uchodzi do zatoki Bideford Bay (część Kanału Bristolskiego), w pobliżu wsi Appledore, estuarium wspólnym z rzeką Taw.